# NGC 3849
NGC 3849 = IC 730 ist eine linsenförmige Galaxie vom Hubble-Typ S0/a im Sternbild Jungfrau auf der Ekliptik. Sie ist schätzungsweise 266 Millionen Lichtjahre von der Milchstraße entfernt und hat einen Durchmesser von etwa 60.000 Lichtjahren. 
Das Objekt wurde am 11. Februar 1878 von dem US-amerikanischen Astronomen David Peck Todd entdeckt.